# Горж (повіт)
Горж (рум. Gorj) — жудець на південному заході Румунії на південних схилах Південних Карпат та прилеглому до них плато Джетик. Адміністративний центр Тирґу-Жіу.

## Господарство
Відкрито та експлуатуються родовища нафти (Билтені, Циеклени тощо), лігнітів (Ровінарі, Мотру, Плоштина тощо). Добута нафта нафтопроводом та залізницею транспортується до Плоєшті. Видобуток антрациту (Скела), графіту (Бая-де-Ф'єр).
Деревообробка (комбінат у Тиргу-Жіу), виробництво будівельних матеріалів (Бирсешти, Билтені). Харчова та швейна промисловість (Тиргу-Жіу).
У сільському господарстві: культивуються кукурудза, пшениця, тютюн. Сади (здебільшого — слива) та виноградники.

## Адміністративний поділ
Жудець поділено на 2 муніципії, 6 міст та 62 коммуни.

### Муніципії
- Тиргу-Жіу
- Мотру

### Міста
- Ровінарі
- Бумбешті-Жіу
- Тиргу-Кербунешті
- Новачі
- Циклені
- Тісмана